# Mandjelia banksi
Mandjelia banksi is een spinnensoort uit de familie Barychelidae. De soort komt voor in Queensland.